# Pic de Font Blanca
Pic de Font Blanca – szczyt górski w Pirenejach Wschodnich. Administracyjnie położony jest na granicy Andory (parafia Ordino) z Francją (departament Ariège). Wznosi się na wysokość 2903 m n.p.m.
Na południowy wschód od Pic de Font Blanca usytuowany jest szczyt Pic de Fangasses (2682 m n.p.m.), na południe Pic de Besalí (2639 m n.p.m.), natomiast na północnym wschodzie położony jest Pic d’Arial (2685 m n.p.m.). Na północ od szczytu znajduje się jezioro Étang du Rouch.